# De Grote Macht
De Grote Macht is een stellingmolen in het West-Vlaamse Moorsele (Wevelgem). De molen uit 1817 werd als koren- en oliemolen gebouwd voor de Menense oliehandelaar Philippe Vandenberghe. In 1857 werd een stoommachine geplaatst om bij windstilte te kunnen malen. In oktober 1918 werden molen en maalderij zwaar beschadigd. Sindsdien werd de molen eigenlijk alleen als bedrijfsgebouw gebruikt. In 1922 werd een maalderij met olieslagerij aangebouwd. Tot ca. 1955 werd de molen nog gebruikt.
In 1993 werd de molenstichting De Grote Macht opgericht om de oude molen te herstellen. Deze stichting heeft de molen in erfpacht van de eigenaar. In 1996 werden molen en enkele aangrenzende panden op het terrein tot beschermd dorpsgezicht aangewezen. In juli 2000 werd begonnen met een omvangrijke restauratie. Op 2 juli 2005 werd de molen ingehuldigd. Hij was toen draaivaardig hersteld. Het is de bedoeling dat de olieslagerij in de molen wordt herbouwd. Naast de grote macht zijn er op Wevelgems grondgebied nog twee andere molens bewaard gebleven waarvan de Vanbutselesmolen en de romp van molen Denys.
- Inventaris van het Bouwkundig Erfgoed (Vlaanderen): 71507